# 옹박2015
옹박2015(태국어: เร็วทะลุเร็ว, 영어: Vengeance of an Assassin)는 2014년 공개된 태국의 영화이다.

## 출연
- 난타우티 분랍삽 - 따라 역
- 댄 추퐁 - 나떼 역
- 니사촌 투암숭넌
- 케사린 엑타왓쿨 - 조이 역
- 찻차뽈 꿀시리우치타이 - 뽓 역
- 꼬윗 와타나꿀 - 차이 역